# إدارة المشتريات
إدارة المشتريات هي عبارة عن إدارة عملية الشراء وما يتعلق بها في مؤسسة ما. ونظرًا لأن شركات الإنتاج تشتري حاليًا ما يقرب من 70% من إجمالي المبيعات الخاصة بها ولأن الشركات الخدَمية تشتري ما يقرب من 40% من إجمالي المبيعات الخاصة بها, تُعد إدارة المشتريات إحدى الإدارات الأكثر أهمية في المؤسسة وتحتاج لإدارة مُشددة. كما تشمل إدارة المشتريات مجالات الاستعانة بمصادر خارجية وداخلية. وتتضمن النماذج المستخدمة في مساعدة مديري المشتريات نموذج بائع الصُحف (Newsboy) بالإضافة إلى نموذج التوقيت في المخزون الأساسي (OUT).

## عملية الشراء
تتضمن عملية الشراء عادةً 8 مراحل أساسية كالتالي:
1. مسح عن حالة السوق

الطلب
1. التصديق
2. دراسة حالة السوق
3. اتخاذ قرار بالشراء
4. إصدار طلبات شراء
5. تسجيل البضائع والخدمات المستلمة
6. تدوين حسابات البضائع والخدمات
7. استلام الفواتير ودفع المبلغ المستحق
8. عمل إشعار مدِين حال وجود عيب في المواد

## عملية إدارة المشتريات
تتكون عملية إدارة المشتريات عادة من 3 مراحل:
1. التخطيط للشراء
2. متابعة عملية الشراء
3. تقديم تقرير عن المشتريات

## التخطيط للشراء
قد يتضمن التخطيط للشراء بضع خطوات وهي كالتالي:
- إنشاء خطط ومهام شرائية
- تقديم المعلومات المتعلقة بالشراء (الملفات والروابط والإشعارات وما إلى ذلك.)
- تكليف المختص بالمهام الشرائية
- تحديد أولويات المهمة وتواريخ البدء/الانتهاء إلخ.
- تحديد مشرفين
- وضع مرشدين
- التحكم والتقييم

## تقديم تقرير عن المشتريات
تشتمل عملية تقديم تقرير عن المشتريات على:
- مقارنة القيم الحقيقية والقيم المُقدّرة
- حساب إحصائيات مهمة ومخطط الشراء
- فرز أو تجميع أو ترشيح المهام وفقًا لصفاتها
- عمل جداول لتصوّر الإحصائيات الرئيسية ومؤشرات الأداء الرئيسية (KPIs)